# 미노리정
미노리정(美野里町)은 이바라키현 히가시이바라키군에 존속했던 정이다.  2006년 3월 27일, 미노리정은 히가시이바라키군 오가와정, 니하리군 다마리촌과 합병해 오미타마시가 되었다

## 지리
이바라키현 중부에 위치했다.

## 역사
- 1871년 - 폐번치현으로부터 미노리정역은 미토현, 마쓰카와현, 와가모리현, 이시오카현, 아소현, 시시도현이 속했다.
- 1889년 4월 1일 - 정촌제 시행과 함께 가타쿠라촌, 다케하라촌이 성립하였다.
- 1956년 8월 1일 - 가타쿠라촌, 다케하라촌이 합병해 다케하라카타쿠라촌이 성립하였다. 동일 미노리촌이 개칭하였다.
- 1959년 4월 1일 - 정으로 승격하였다.
- 2006년 3월 27일 - 오가와정, 다마리촌과 합병해 오미타마시가 성립해 미노리정은 소멸하였다.

## 교통

### 철도
- 동일본 여객철도 조반선

### 도로
- 조반 자동차도
- 국도 제6호선
- 국도 제355호선